# 神奈川大学陸上競技部駅伝ブロック
神奈川大学陸上競技部駅伝ブロック（かながわだいがくりくじょうきょうぎぶえきでんブロック）は、神奈川大学体育会所属の陸上競技部のうち駅伝を専門とする部門（ブロック、またはチームと呼ぶ）である。

## 指導者
- 部長 - 大後栄治[1]
- 副部長 - 勝又章好[1]
- 監督 - 中野剛[1]
- コーチ - 市川大輔、松永道敬[1]

## 概要
1933年（昭和8年）創部。1936年には箱根駅伝（東京箱根間往復大学駅伝競走）に「横浜専門学校」として初参加。日本の大学駅伝チームの中でも第15番目の参加校という古い歴史を有している。正式には神奈川大学陸上競技部内の駅伝部門（ブロック）という1つの部門として存在しており、その他には短距離部門、中長距離部門の2部門がある。ユニフォーム及び襷（たすき）の色はプラウドブルー（紫紺、ただし、明治大学の紫紺よりも青みが強い。2021年には日総工産とスポンサー契約を結び、ユニフォームに同社のロゴが追加された。
- イメージカラー

## 駅伝競走
- 優勝回数
  - 出雲駅伝：0回（最高順位は2位）
  - 全日本大学駅伝：3回（1996年、1997年、2017年）
  - 箱根駅伝：総合優勝2回（1997年、1998年）、往路優勝3回（1997年、1998年、2002年）、復路優勝1回（1998年）

## 歴史
- 箱根駅伝には横浜専門学校時代の第17回大会で初出場。第50回大会以降長く箱根路から遠ざかっていたが、大後栄治をコーチとして招聘後、1992年の第68回大会で箱根路復活を果たすと、翌年の第69回大会で初シードを獲得。優勝候補の一角として挙げられた1996年の第72回大会では途中棄権の憂き目にあうも、1997年の第73回大会で初優勝、翌年の第74回大会では連覇を達成する。
- 全日本大学駅伝でも1996年の第28回大会・翌年の第29回大会で連覇を達成。特に初優勝した1996年は箱根駅伝予選会をトップ通過してわずか一週間後というハードスケジュールながら全国の頂点に輝いた。
- 箱根駅伝では第81回大会以降シード権を獲得できず、毎年予選会からの出場が続いていた。2017年の第93回大会では往路6位・総合5位に入り、12年ぶりにシード権を獲得。その年の11月の全日本大学駅伝では20年振り3回目の優勝を果たした。第94回大会でシード落ちとなって以降は再び予選会からの戦いが続いている。

## チームの特徴
- 大後栄治は「集団力学（グループダイナミックス（Group dynamics））」をチームの柱と考えており、伝統的に、一人のエースよりも総合力で戦うチームである[3]。
- 神奈川大学人間科学部では長距離競技選手の持久力向上のために、運動中の血中乳酸濃度を測定し競技能力との関係を調べ、神奈川大学駅伝選手の測定も16年以上継続して行っている[4]。
- 伝統的に伊豆大島にて強化合宿を行っている。また工藤伸光監督（当時）と大後栄治コーチ（当時）は1996年の4区途中棄権の後、指導方法を変更し、従来の練習量ばかり重視した方法を止め、走法技術面を重視している[5]。
- 2012年には神奈川大学中山キャンパス（横浜市緑区台村町）の緑地管理用整備路にウッドチップを敷き詰めたクロスカントリーコースが完成。全長は1100m（トラックをあわせると1500m）、高低差は20m（マンション6階建て相当）の規模を誇り、キャンパス内にあるコースとしては全国トップクラス[6]。

## 主な出身者
- 工藤伸光 - 箱根駅伝総合2連覇時の監督。自身も神奈川大学で第41回・第42回・第43回と3大会連続で箱根を走っている。
- 市川大輔 - 箱根駅伝の大学史上初の総合優勝時の主将で2区出場。現神奈川大学陸上競技部コーチ。
- 近藤重勝 - 元陸上競技選手。箱根駅伝の大学史上初の総合優勝時のメンバー。4年連続で5区を走り区間賞を2回獲得。元上武大学陸上競技部駅伝監督。
- 中澤晃 - 箱根駅伝総合2連覇時のメンバー。6区で2年連続区間新記録（第74回・第75回）。
- 勝間信弥 - 箱根駅伝総合2連覇時のメンバー。5区区間2位の快走で、4位から大逆転で往路連覇のテープを切った（第74回）。
- 中野幹生 - 箱根駅伝総合2連覇時の主将で7区区間賞。雪印陸上競技部、佐川急便陸上部を経て、現松蔭大学女子駅伝部監督。
- 吉村尚悟 - 2002年の第78回箱根駅伝で5区を走り往路優勝のテープを切る。
- 鈴木健吾 - 陸上競技選手。2017年の第49回全日本大学駅伝優勝時の主将でアンカー、ユニバーシアード第29回台北大会ハーフマラソン銅メダル、2017年の第93回箱根駅伝で2区区間賞。富士通陸上競技部所属、マラソン日本記録所持者。
- 川口慧
- 西方大珠
- 安田響
- 宇津野篤
- 小林篤貴 ‐ 2023年度主将。
- 佐々木亮輔
- 高橋銀河
- 酒井健成 ‐ 陸上競技選手。
- 宮本陽叶 ‐ 陸上競技選手。
- 三原涼雅 ‐ 陸上競技選手。
- 大岩蓮 ‐ 陸上競技選手。
- 上田航大 ‐ 陸上競技選手。

## 関連書籍
- 『夢は箱根を駆け巡る』 佐藤次郎／著 - 神奈川大学の97年、98年、箱根駅伝連覇優勝のドキュメンタリー
- 『強奪 箱根駅伝』安東能明（著）新潮文庫 - 箱根駅伝直前に神奈川大学駅伝チームの女子マネージャーが誘拐されるサスペンス小説。「特徴」に前述の「運動中の血中乳酸濃度測定」の様子などの描写もある。12/30〜1/3までのリアルタイム進行で、箱根駅伝の実況が効果的に挿入され、日テレによる中継の模様なども詳細に記述されている。日テレOBの徳光はクライマックスに滂沱の涙を流したという。明治卒の筆者だが神大気質を能く活写している。